# Otorhinolaryngologiste
L'oto-rhino-laryngologiste ou oto-rhino-laryngologue est un médecin exerçant la spécialité d'oto-rhino-laryngologie. Il traite les pathologies touchant le nez, l'oreille, la gorge et le larynx. Il s’intéresse ainsi à l’ouïe, à la voix, à la respiration, à l’odorat et au gout, et à l’équilibre.
En France, l'oto-rhino-laryngologie est une spécialité médico-chirurgicale liée à la chirurgie cervico-faciale, et les oto-rhino-laryngologistes actuellement formés sont aussi chirurgiens cervico-faciaux.

## Historique
L’oto-rhino-laryngologie s’est constituée vers la fin des années 1860, lorsque les otologistes et des laryngologistes constatèrent qu’ils avaient recours aux mêmes moyens d’éclairage.

## Formation

### En France

#### Études médicales
Depuis la réforme des études de santé, l’inscription post-bac s’effectue sur Parcoursup pour choisir entre une licence option « accès santé » (L.AS) ou un parcours accès spécifique santé (PASS).
Un premier cycle de 3 ans mène au diplôme de formation générale en sciences médicales (DFGSM). Le deuxième cycle de 3 ans permet de découvrir les différentes spécialités, et mène au diplôme de formation approfondie en sciences médicales (DFASM). Après la 6e année a lieu le choix de la spécialité, actuellement sous la forme d'épreuves classantes nationales.

#### Spécialisation
Le troisième cycle consiste en un internat de 6 ans pour la spécialité ORL et délivre le titre de docteur en médecine. Chaque interne est affilié à une spécialité et à une UFR de médecine. Cela permettra à l'interne d'obtenir parallèlement à son diplôme de docteur en médecine, un diplôme d'études spécialisées (DES) en ORL et chirurgie cervico-faciale.
L'internat (ou troisième cycle) est composé de 12 semestres dont au moins neuf sont réalisés dans la spécialité (dont au moins cinq dans un lieu de stage avec encadrement universitaire) et au moins trois dans un lieu de stage sans encadrement universitaire. L'internat se divise ensuite en trois parties, une phase socle, une phase d'approfondissement et une phase d'autonomie.

##### Phase socle
La phase socle des études spécialisées dure deux semestres (un an), dont un est réalisé en ORL et l'autre dans une autre spécialité chirurgicale.
Elle permet d'acquérir les connaissances de base sur l'anatomie, embryologie, développement et physiologie de l'oreille, des cavités rhino-sinusiennes, de la face et du cou, et des voies aéro-digestives supérieures, les principes de génétique, d'immunologie et d'oncologie appliqués à l'ORL, la pharmacologie (métabolisme, posologie, action et toxicité) des médicaments usuels en oto-rhino-laryngologie et les principes de prise en charge des urgences ORL, mais aussi des compétences cliniques, techniques, transversales et comportementales nécessaires au métier d'ORL et de chirurgien cervico-facial.
L'étudiant est évalué sur ses connaissances théoriques et pratiques selon des modalités pouvant différer entre les subdivisions. Pour valider sa phase socle, il doit valider les deux stages, mais aussi des connaissances et des compétences, évaluées lors d'un entretien individuel avec le coordinateur, puis lors d'un entretien avec la commission locale de coordination de la spécialité.

##### Phase d'approfondissement
La phase d'approfondissement des études spécialisées dure six semestres (trois ans), composé de quatre semestres en ORL, dont l'un est dédié aux explorations fonctionnelles. Parmi les deux stages hors ORL, l'un est libre, l'autre devant être réalisé en neurochirurgie, en chirurgie maxillo-faciale, en chirurgie thoracique et cardiovasculaire, en chirurgie vasculaire, ou en chirurgie plastique, reconstructrice et réparatrice.
Elle permet d'acquérir des connaissances sur les explorations fonctionnelles en oto-rhino-laryngologie, la pathologie de l'oreille, la pathologie rhino-sinusienne, la pathologie du larynx et des voies aéro-digestives supérieures, la pathologie du sommeil, l'audiophonologie et la phoniatrie, les cancers des voies aéro-digestives supérieures, les principes de cancérologie générale, la pathologie ORL du nourrisson et de l'enfant, y compris les malformations cervico-faciales ; la traumatologie cervico-faciale ; la pathologie des aires ganglionnaires cervicales ; la pathologie des loges salivaires et thyroïdienne ; la chirurgie plastique, esthétique et réparatrice cervico-faciale ; la chirurgie des tumeurs cutanées cervico-faciales ; la pathologie du rocher et de la base du crâne ; l'organisation et prise en charge des urgences en oto-rhino-laryngologie et chirurgie cervico-faciale ; le fonctionnement des institutions et les parcours des patients. Elle comprend aussi des connaissances cliniques, techniques, transversales ainsi que des connaissances en lien avec l'autoformation et l'autocritique.
Au cours de cette phase, l'étudiant subit plusieurs évaluations : évaluation, par le maître de stage, au terme de chacun des stages, par formulaire standardisé ; évaluation, par le responsable du centre de simulation de l'apprentissage technique individuel et de l'apprentissage du travail en équipe ; portefeuille numérique des actes réalisés, activité en centre de simulation, présentation de cas cliniques ; entretien annuel entre l'étudiant et le coordonnateur local.
À l'issue de cette phase d'approfondissement, l'étudiant soutient sa thèse de docteur en médecine.

##### Phase d'autonomie
Elle dure 2 ans, sous la forme de deux stages de 1 an. L'étudiant a le statut de docteur junior. Elles permet à l'étudiant d'acquérir une autonomie dans toutes les composantes du métier (prise en charge médico-chirurgicale des patients, maîtrise des actes techniques, travail en équipe uni et pluridisciplinaire, réalisation des tâches administratives, auto-évaluation) et de contribuer à l'amélioration de la prise en charge territoriale des pathologies couvertes par la spécialité (notions de seuils d'activité, activité de recours).
La validation de cette phase est multiple : validation des objectifs pédagogiques de connaissances et de compétences (e-learning, nombre des interventions et actes médico-techniques que l'étudiant doit avoir réalisées, exercices de simulation, formulaires d'évaluation) ; entretien avec la commission locale de coordination de la spécialité ; soumission d'au moins un article dans une revue à comité de lecture et présentation orale d'un travail de recherche sont encouragées.
A l'issue de cette phase, l'étudiant reçoit son diplôme d'études spécialisées en ORL et chirurgie cervico-faciale.

##### Sur-spécialisation
Au cours de son internat, l'étudiant peut se spécialiser en s'inscrivant à l'une de ces spécialités transversales (FST) :
- audiophonologie (audiologie et phoniatrie) ;
- cancérologie ;
- chirurgie orbito-palpébro-lacrymale ;
- maladies allergiques ;
- sommeil.

## Emploi

### En France
On recense 2 999 oto-rhino-laryngologues en activité en France en 2020, ce qui correspond à 4,5 ORL pour 100 000 habitants. En 2030, ce chiffre aura baissé de 2 %. Les ORL français ont un âge moyen de 53 ans, et il y a 30 % de femmes dans la profession.
Les ORL français exercent en libéral pour 44 %, comme salarié pour 27 % et en exercice mixte dans 29 % des cas.